# Illiers-l’Évêque
Illiers-l’Évêque település Franciaországban, Eure megyében. Lakosainak száma 1018 fő (2022. január 1.). Illiers-l’Évêque Coudres, Courdemanche, Lignerolles, La Madeleine-de-Nonancourt, Marcilly-la-Campagne és Marcilly-sur-Eure községekkel határos.

## Népesség
A település népességének változása:
| Lakosok száma | 569  | 613  | 734  | 970  | 998  | 993  | 999  | 999  | 1026 | 1018 |
|               | 1968 | 1982 | 1990 | 2006 | 2013 | 2015 | 2017 | 2019 | 2020 | 2022 |